# فرانک فرر
فرانک فرر (انگلیسی: Frank Ferrer؛ زادهٔ ۲۵ مارس ۱۹۶۶) طبل‌زن اهل ایالات متحده آمریکا است. وی از سال ۱۹۸۹ میلادی تاکنون مشغول فعالیت بوده است.